# Parbatya Chattagram Jana Samhati Samiti
Parbatya Chattagram Jana Samhati Samiti (em bengali:  পার্বত্য চট্টগ্রাম জনসংহতি সমিতি; Partido do Povo Unido das Colinas de Chatigão; abreviado PCJSS) é um partido político formado para representar o povo e as tribos indígenas das colinas de Chatigão em Bangladexe. Desde a sua criação em 1973, o partido luta por autonomia e pelo reconhecimento da identidade étnica e dos direitos das tribos indígenas das colinas de Chatigão. Seu braço militar, o Shanti Bahini, foi usado para combater forças do governo e colonos bengalis na região. Um acordo de paz foi assinado em 1997, levou ao desarmamento dos Shanti Bahini e permitiu que o partido retornasse à política dominante.